# Palo (Spanyolország)
Palo egy község Spanyolországban, Huesca tartományban. Palo Abizanda községgel határos. Lakosainak száma 33 fő (2024).

## Népesség
A település népessége az utóbbi években az alábbiak szerint változott:
| Lakosok száma | 36   | 35   | 38   | 28   | 29   | 22   | 24   | 27   | 28   | 33   |
|               | 2001 | 2004 | 2006 | 2009 | 2011 | 2014 | 2016 | 2019 | 2021 | 2024 |